# 陸仲亨

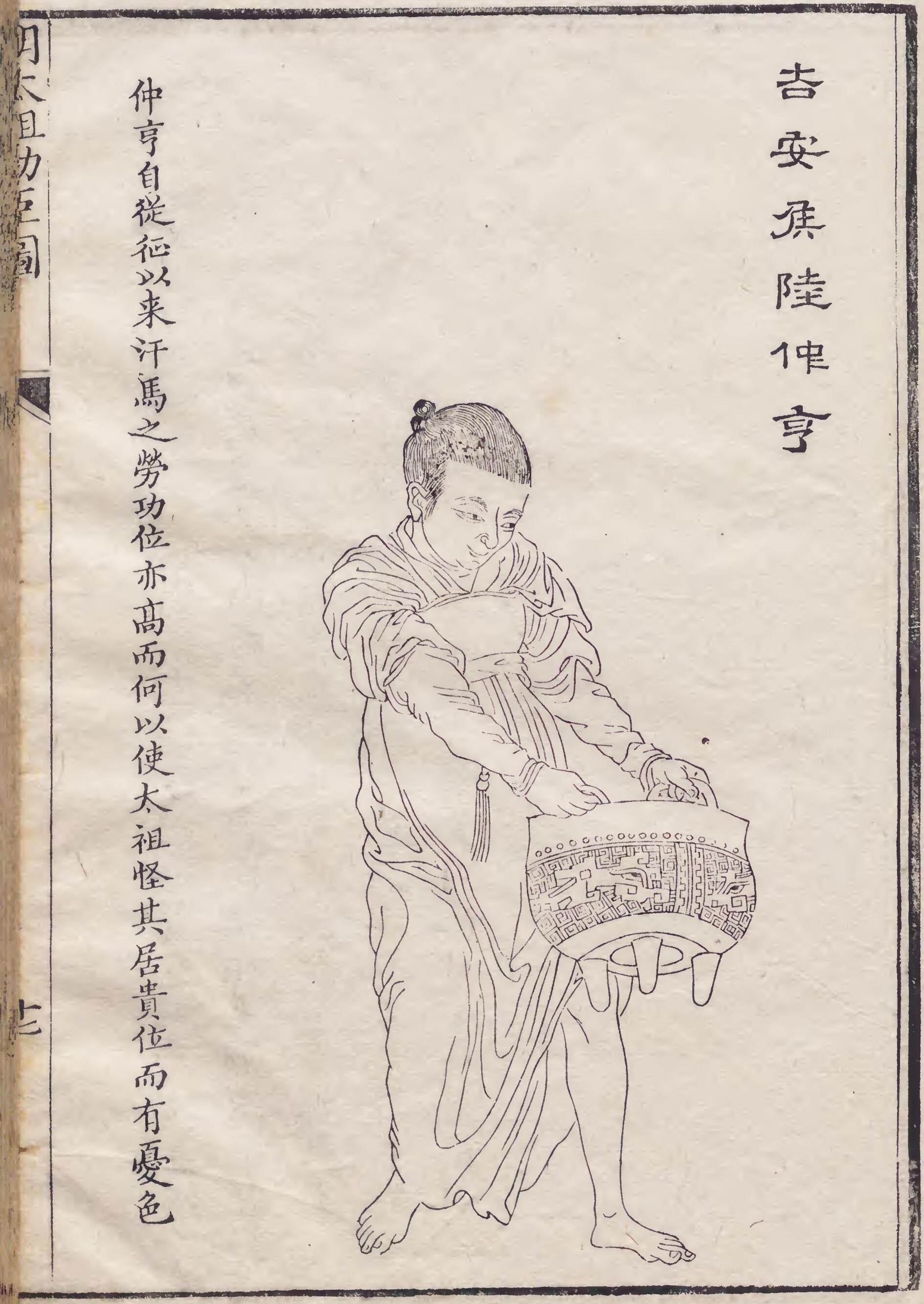
陸仲亨

陸 仲亨（りく ちゅうこう、生年不詳 - 1390年）は、元末明初の軍人。本貫は濠州。

## 生涯
17歳のとき、反乱のために父母兄弟を失い、1升の麦を持って草間に潜伏した。朱元璋に出会い、誘われて帰順した。至正13年（1353年）、朱元璋の下で滁州を攻撃し、大柳樹の諸寨を奪取した。和陽を攻略し、元兵を撃破し、青山の反乱者たちを追放した。至正15年（1355年）、朱元璋に従って長江を渡り、太平を奪取し、翌年には集慶を平定した。至正17年（1357年）、徐達に従って諸州県を下した。左翼統軍元帥に任じられた。陳友諒に対する作戦に従い、功績が多く、驃騎衛指揮使に進んだ。至正24年（1364年）、常遇春に従って贛州を攻撃し、熊天瑞を降した。贛州衛指揮使となり、嶺南・嶺北の新附の諸州を統制した。兵を訓練して梅州・会昌・湘郷を攻略し、諸山寨を平定した。
洪武元年（1368年）、仲亨は衛軍を率いて廖永忠らとともに広東での作戦に参加し、諸州県を攻略・平定した。廖永忠と広州で合流して、元将の盧左丞を降した。美東衛指揮使に転じ、江西行省平章に抜擢された。鄧愈に代わって襄陽に駐屯し、同知都督府事に転じた。洪武3年（1370年）冬、吉安侯に封じられ、世券を与えられた。唐勝宗とともに勝手に駅騎を走らせた罪に問われて指揮使に降格された。雁門の反乱者を捕らえ、爵位をもどされた。
洪武12年（1379年）、仲亨は周徳興・黄彬らとともに湯和に従って臨清で練兵した。ほどなく軍中で逮捕されて京師に送られたが、釈放された。洪武14年（1381年）、成都に移鎮した。洪武15年（1382年）、烏撒の諸民族が反乱を起こすと、仲亨は傅友徳の下でこれを鎮圧した。洪武18年（1385年）、巨津州で少数民族の首長の阿奴聡が反乱を起こすと、仲亨は李栄・鄭祥らを指揮してこれを撃破し、山谷に逃げ込んだところを捕殺した。
洪武23年（1390年）、胡惟庸と共謀して反乱を計画したとされて処刑され、家の財産を没収された。
子に陸賢があり、汝寧公主を妻に迎えた。